# Tombaatar
Tombaatar è un genere di   mammiferi fossili  nell'ordine estinto dei Multituberculata. I resti noti provengono dal
Cretaceo superiore dell'Asia Centrale. Questi animali vissero durante il Mesozoico, anche conosciuta come l'età dei dinosauri. Questo Genere fa parte del sottordine dei  Cimolodonta, ed è membro della famiglia dei Djadochtatheriidae, il cui nome significa "bestia di Djadokhta".
Il Genere Tombaatar è stato classificato da G.W. Rougier , M. Novacek e D. Dashzeveg nel 1997.
La specie Tombaatar sabuli è conosciuta dai resti riferibili al tardo Cretaceo ritrovati nelle formazioni rocciose Djadokhta di Ukhaa Tolgod in Mongolia. Con una lunghezza del cranio di 6 cm, Tombaatar era un multitubercolato abbastanza grande.

## Tassonomia
- Superfamiglia Djadochtatherioidea Kielan-Jaworowska & Hurum, 1997 sensu Kielan-Jaworowska & Hurum, 2001[Djadochtatheria Kielan-Jaworowska & Hurum, 1997]
  -     -       - Genere? †BulganbaatarKielan-Jaworowska, 1974
        - Specie? †B. nemegtbaataroides Kielan-Jaworowska, 1974

      - Genere? †Chulsanbaatar Kielan-Jaworowska, 1974
        - Specie? †C. vulgaris Kielan-Jaworowska, 1974 Chulsanbaataridae Kielan-Jaworowska, 1974

      - Genere †Nemegtbaatar Kielan-Jaworowska, 1974
        - Specie? †N. gobiensis Kielan-Jaworowska, 1974

  - Famiglia Sloanbaataridae Kielan-Jaworowska, 1974
    -       - Genere †Kamptobaatar Kielan-Jaworowska, 1970
        - Specie? †K. kuczynskii Kielan-Jaworowska, 1970

      - Genere †Nessovbaatar Kielan-Jaworowska & Hurum, 1997
        - Specie †N. multicostatus Kielan-Jaworowska & Hurum, 1997

      - Genere †Sloanbaatar Kielan-Jaworowska, 1974
        - Specie †S. mirabilis Kielan-Jaworowska, 1974 [Sloanbaatarinae]

  - Famiglia Djadochtatheriidae Kielan-Jaworowska $ Hurum, 1997
    -       - Genere †DjadochtatheriumSimpson, 1925
        - Specie †D. matthewi Simpson, 1925 [Catopsalis matthewi Simpson, 1925]

      - Genere †Catopsbaatar Kielan-Jaworowska, 1974
        - Specie †C. catopsaloides (Kielan-Jaworowska, 1974) Kielan-Jaworowska, 1994 [Djadochtatherium catopsaloides Kielan-Jaworowska, 1974 ; Catopsalis catopsaloides (Kielan-Jaworowska, 1974)  Kielan-Jaworowska & Sloan, 1979]

      - Genere †Tombaatar Kielan-Jaworowska, 1974
        - Specie †T. sabuli Rougier, Novacek & Dashzeveg, 1997

      - Genere †Kryptobaatar Kielan-Jaworowska, 1970 [Gobibaatar  Kielan-Jaworowska, 1970 , Tugrigbaatar  Kielan-Jaworowska  & Dashzeveg, 1978]
        - Specie †K. saichanensis Kielan-Jaworowska  & Dashzeveg, 1978 [Tugrigbaatar saichaenensis Kielan-Jaworowska  & Dashzeveg, 1978??]
        - Specie †K. dashzevegi Kielan-Jaworowska, 1970
        - Specie †K. mandahuensis Smith, Guo & Sun, 2001
        - Specie †K. gobiensis Kielan-Jaworowska, 1970  [Gobibaatar parvus Kielan-Jaworowska, 1970]